# 플라잉 독
플라잉독(영어: Flying Dog)은 대한민국 하드락 밴드로, 여성보컬을 포함한 4인조 밴드였으나, 권함(베이스), 이교형(기타.보컬. 데디오레디오 소속이기도 하다.)이 현재 구성원이다. 드러머가 현재 공석이라, 크라잉넛의 이상혁을 비롯한 타 밴드에서 드러머들을 빌려오고 있다.